# 모니와촌
모니와촌(茂庭村)은 후쿠시마현 다테군에 설치되었던 촌이다. 1955년 3월 31일 모니와촌 및 시노부군 이자카정, 히라노촌, 나카노촌, 다테군 유노정, 히가시유노촌 등 6개 정·촌이 합병하여 시노부군 이자카정이 신설되고 폐지되었다.